# Tomasz Księżyc
Tomasz Księżyc (ur. 20 kwietnia 1974 w Krakowie) – polski piłkarz występujący na pozycji obrońcy.

## Życiorys
Jest wychowankiem Wawelu Kraków, w barwach którego wywalczył w 1996 awans do ówczesnej II ligi. Po spadku drużyny w 1999 przeniósł się do trzecioligowej Cracovii, zaś po dwóch sezonach został zawodnikiem kolejnej krakowskiej drużyny – Hutnika – z którą ponownie występował na drugim poziomie rozgrywkowym. W 2002 przeszedł do beniaminka I ligi – Szczakowianki Jaworzno. W barwach tego klubu rozegrał 16 spotkań na najwyższym poziomie ligowym w Polsce, zdobywając 2 bramki; wystąpił też w meczu barażowym o utrzymanie w lidze. Po spadku kontynuował karierę w klubie z Jaworzna przez półtora roku. Rundę wiosenną sezonu 2004/2005 rozegrał w innym drugoligowcu – Podbeskidziu Bielsko-Biała.
W latach 2005–2010 występował na trzecim poziomie rozgrywkowym – przez dwa sezony reprezentował Górnika Wieliczka, zaś od 2007 był graczem Kolejarza Stróże, gdzie jako podstawowy zawodnik wywalczył z tym klubem w 2010 historyczny awans do I ligi. Od sezonu 2010/2011 jest piłkarze drugoligowej Puszczy Niepołomice. Aktualnie jest nauczycielem w szkole podstawowej w Bęble (wieś należąca do Gminy Wielka Wieś obok Krakowa).